# Helépolis

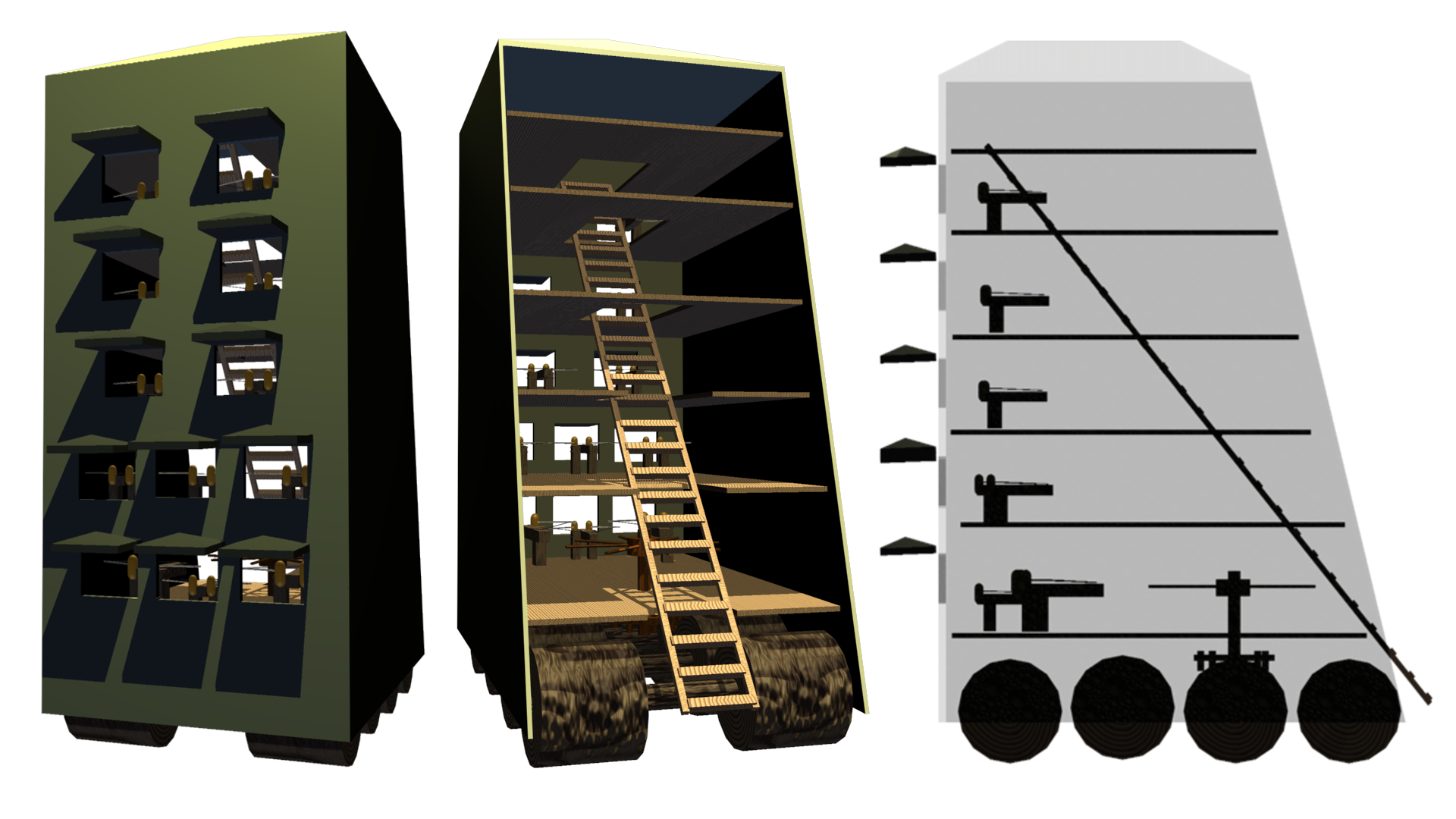
Modelo en 3D y sección de una helépolis.

La Helépolis o Helépola (en griego ἑλέπολις, tomadora o conquistadora de ciudades) fue una antigua maquinaria de asedio, en concreto un tipo de torre de asedio o bastida de grandes proporciones, desarrollada durante el reinado de Alejandro Magno, y que se utilizó con gran éxito en el asedio de distintas ciudades del periodo helenístico. La más célebre fue la construida por Epímaco de Atenas para Demetrio I de Macedonia para sitiar lugares fortificados. 
Las helépolis eran útiles por la artillería que se concentraban en ellas, sobre todo por las piezas de artillería de calibre variado que guarnecían todos los pisos.
Según Bitón, el macedonio Posidonio, durante el reinado de Alejandro, construyó una de 14,50 m. La mayor parte de la estructura era de madera, de pino y abeto para los tabiques, de roble y fresno para los elementos rodantes, ejes, ruedas, puntales y vigas maestras. En el penúltimo piso había puentes voladizos provistos de aparejos para alzarlos. Entre las vigas de la plataforma de la base se habían colocado grandes ruedas, en posición vertical, que como si fueran ruedas para hámster, que eran capaces de mover las ruedas motrices de la torre; servían como dispositivo de apoyo, después de que la torre fuera llevada hasta cerca de la muralla.

## La primera helépolis de Demetrio Poliorcetes
Cuando Demetrio Poliorcetes iba a sitiar Rodas, propuso construir una máquina, que se llamaría la Conquistadora de ciudades. Su forma era la de una torre cuadrada. Reposaba sobre cuatro ruedas de madera. Fue dividida en nueve pisos: los de más abajo contenían las máquinas para lanzar las grandes piedras, los pisos intermedios, grandes catapultas para disparar lanzas y en los niveles superiores, otras máquinas para arrojar piedras más pequeñas, junto con catapultas más pequeñas. Era manipulada por 200 soldados, además de los que la manejaban girando el gran cabestrante que accionaban las ruedas a través de una correa. Resultó muy lenta pero muy fuerte.

## La Conquistadora de ciudades

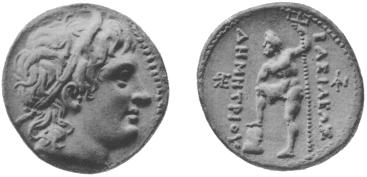
Moneda de Demetrio Poliorcetes (337 a. C.-283 a. C.). Se puede leer una inscripción en griego que dice ΒΑΣΙΛΕΩΣ ΔΗΜΗΤΡΙΟΥ (del Rey Demetrio).

En el gran sitio de Rodas (305 a. C. /304 a. C.), Demetrio empleó una helépolis contra los combatientes de Rodas de unas dimensiones aún mayores y complicó la construcción, tras haber intentado montar dos de ellas, en el puerto, sobre dos pares de barcos. 
La nueva helépolis, además de ocho enormes ruedas sólidas, con cubiertas de madera de casi un metro de grosor, tenía también ruedas de pivote para permitir su desplazamiento lateral, así como aligerar la presión de esta estructura sobre el suelo. Su forma era la de una gran torre afilada, cuyos lados medían unos 41,1 metros de alto y 20,6 metros de ancho, con lo que rebasaba las torres de las murallas de Rodas. 
Unas vigas paralelas, con menos de medio metro de separación que formaban parte del piso inferior, podían alojar entre ellas a casi un millar de hombres para propulsarla desde el interior. Hacían falta muchos más en el exterior para imprimirle velocidad. Diodoro Sículo dice que fueron seleccionados 3.400 soldados, los más fuertes, para mover la helépolis.
Los tres lados que estaban expuestos al ataque, eran resistentes al calor al ir protegidos con planchas de hierro, por si los rodios intentaban prenderle fuego. Al frente de cada piso había un portón, que estaba protegido por unos postigos, hechos de pieles cubiertas con lana, que se podían abrir o cerrar mecánicamente, para amortiguar los impactos de los proyectiles de piedra lanzados por los defensores.
Cada uno de los nueve niveles tenía dos amplios tramos de escaleras, tanto para ascender, como para descender. En cada planta estaban las armas que lanzaban los proyectiles tales como las balistas y catapultas, que eran las más pequeñas, y más grandes en otros niveles. En las plantas superiores estaban los lanzadores de piedras (litóbolos), y toda una serie de máquinas lanzadoras, como los oxíbeles (enormes y evolucionados gastrafetes) y las balistas que disparaban tanto flechas como jabalinas y eran menos pesadas que las catapultas. En las plantas inferiores estaban instaladas catapultas y otras máquinas lanzadoras de inmensos proyectiles de piedra, de casi 90 kg de peso. 
En suma, esta helépolis era una descomunal torre de asedio, que requería más de medio kilómetro de terreno desbrozado y terraplenado hasta las murallas, que rodaba a mayor velocidad que sus «hermanas pequeñas», que estaba provista de varios niveles de plataformas con múltiples máquinas lanzadora, y que era una eficacísima máquina de asedio, aunque careciera de salientes voladizos y de rampas, desde los que las tropas pudieran lanzarse al asalto de las fortificaciones enemigas.
La helépolis fue construida por Epímaco de Atenas, y Diéclides de Abdera escribió una descripción fiel de ella. Ha sido sin ninguna duda el ingenio más grande y destacable de su clase que se ha erigido nunca. Otra descripción, la más completa, es la que facilita Diodoro Sículo:

Habiendo reunido cierta cantidad de materiales variados, hizo construir una máquina llamada helépola, de un tamaño muy superior a las anteriores. En efecto, le dio a cada uno de los lados de la plataforma cuadrada una longitud de cerca de 50 codos (22,20 m), fabricando un conjunto de piezas de madera de sección cuadrada unidas con hierro. Compartimentó el espacio interior por medio de tabiques distantes unos de otros cerca de un codo (44,40 cm), de manera que pudieran caber aquellos que debían empujar la máquina hacia adelante. Toda esa masa era móvil, pues era soportada por ocho ruedas, sólidas y de grandes dimensiones; sus llantas de madera tenían un grosor de 2 codos y estaban rodeadas de sólidas placas de hierro. Para los movimientos laterales se habían dispuesto inversores, gracias a los cuales toda la máquina podía ser desplazada fácilmente en cualquier sentido. En los ángulos había mástiles de igual longitud, algo inferior a 100 codos, que habían recibido una inclinación tal que, en el edificio, que tenía nueve pisos de altura, el primero tenía una superficie de 43 escenas y el último de nueve. Tres de las caras de la máquina fueron cubiertas exteriormente con placas de hierro clavadas, para que las flechas incendiarias no le causaran ningún daño. Los pisos, por el lado del enemigo, tenían ventanas, cuyo tamaño y forma estaban adaptados a las características de los ingenios arrojadizos que se quería utilizar; las ventanas tenían postigos que se podían levantar por medio de una máquina y que garantizaban la protección de aquellos que, en los diferentes pisos, estaban encargados del servicio de las armas arrojadizas, pues estos postigos estaban revestidos con pieles y rellenos con lana, para amortiguar los golpes de los lanzadores de piedras (litóbolos). Cada piso tenía dos escaleras; una de ellas se utilizaba para subir los materiales necesarios, y la otra para descender, de modo que todo el servicio se realizara sin desorden. Aquellos que estaban encargados de mover la máquina habían sido elegidos entre todo el ejército a causa de su fuerza y eran un total de 3.400; algunos de ellos estaban encerrados en el interior, otros dispuestos detrás y a los lados y todos empujaban hacia delante la máquina, cuyo movimiento se veía muy facilitado por procedimientos técnicos.

Después del sitio, la máquina fue abandonada y el pueblo de Rodas fundió sus placas metálicas y con los materiales se construyó el Coloso de Rodas.
Posteriormente el nombre de helépolis fue aplicado a las torres móviles que transportaban arietes, así como a las máquinas para disparar lanzas y piedras.